# الزراركة (المدارعة)
الزراركة هو دُوَّار يقع بجماعة أمرامر، إقليم الصويرة، جهة مراكش آسفي في المملكة المغربية. ينتمي الدوّار لمشيخة المدارعة التي تضم 14 دوار. يقدر عدد سكانه بـ 528 نسمة حسب الإحصاء الرسمي للسكان والسكنى لسنة 2004.

## روابط خارجية
- البوابة الوطنية للجماعات الترابية
- المندوبية السامية للتخطيط